# Panamá Viejo
Panamá Viejo (stara Panama), znana tudi kot Panamá la Vieja, je preostali del prvotnega mesta Panama, nekdanje prestolnice Paname, ki ga je leta 1671 uničil valižanski pirat Henry Morgan. Je v predmestju sedanje prestolnice. Skupaj z zgodovinskim okrožjem Paname je od leta 1997 na seznamu svetovne dediščine.

## Zgodovina
Naselje je 15. avgusta 1519 ustanovil Pedro Arias Dávila in še 100 prebivalcev. Takrat je bilo to prvo stalno evropsko naselje ob Tihem oceanu, ki je nadomestilo dve mesti Santa María la Antigua del Darién in Acla. Dve leti pozneje, leta 1521, je naselje s kraljevim dekretom povišalo v status mesta in mu je dal grb, španski kralj Karel V., ki je oblikoval nov cabildo. Kmalu po nastanku je mesto postalo izhodišče za različne ekspedicije v Peru in pomembno oporišče, kamor so v Španijo pošiljali zlato in srebro.
Od leta 1520 so nekateri genovski trgovci stoletje vladali trgovini v Stari Panami (Panamá Viejo) ob Tihem oceanu, zahvaljujoč koncesiji, ki so jo dali Španci, ki so imeli za zaveznike Genovsko republiko.
Med letoma 1586 in 1587 je bilo v Panami že 11 Italijanov, za naturalizacijo in pravico do bivanja. Po popisu okoli leta 1587 je imelo mesto Panama 548 prebivalcev (nekateri so bili potomci prvih genovskih naseljencev), od tega 53 tujcev in od teh 18 Italijanov.
V letih 1539 in 1563 je mesto utrpelo številne požare, ki so uničili dele mesta, vendar niso ovirali razvoja mesta. Leta 1610 je mesto doseglo 5000 prebivalcev s 500 hišami, pa tudi samostani, kapelami, bolnišnico in stolnico.
V začetku 17. stoletja so mesto večkrat napadli pirati in staroselci iz Dariéna. 2. maja 1620 je potres poškodoval številne stavbe v mestu. 21. februarja 1644 je veliki požar uničil 83 verskih objektov, vključno s stolnico. Takrat je v mestu živelo 8000 ljudi.
Leta 1670 je mesto štelo 10.000 prebivalcev. 28. januarja 1671 je valižanski pirat Henry Morgan napadel mesto s 1400 možmi, ki so korakali s karibske obale čez džunglo. Morganove sile so premagale mestno milico in nato plenile Panamo. Bodisi sta Morgan in njegova vojska zanetila požar, ki je uničil mesto, bodisi je kapitan general Emanuel Gonzalez Revilla ukazal eksplozijo zalog smodnika. Kakor koli že, nastali požar je uničil mesto. Morganov napad je povzročil smrt na tisoče ljudi in Panamo so morali obnoviti nekaj kilometrov zahodneje na novi lokaciji (trenutni).
Henry Morgan je bil aretiran, vendar je bil potem, ko je dokazal, da ni vedel ničesar o nedavno sklenjeni Madridski pogodbi, ki je končala sovražnosti med Anglijo in Španijo, pozneje osvobojen in nagrajen.
UNESCO je Panamá Viejo dodal na seznam svetovne dediščine leta 1997. Svojo vključitev je utemeljil z utemeljitvijo, da je to mesto »najstarejše stalno evropsko naselje na pacifiški obali obeh Amerik.«

## V popularni kulturi
Ta Unescova svetovna dediščina je bila Pit Stop 19. sezone The Amazing Race.
Na tem mestu je potekala nagradna pojedina iz nagradnega izziva v 7. sezoni CBS-ove oddaje Survivor.

## Galerija
- Pogled z zvonika na Costa del Este
- Ruševine samostana nun Concepción
- Ruševine
- Pogled od daleč na staro panamsko stolnico